# Schwanheide
Schwanheide là một đô thị ở huyện Ludwigslust, bang Mecklenburg-Vorpommern, Đức. Đô thị này có diện tích 26,51 km², dân số thời điểm 31 tháng 12 là 825 người.